# Dirk Roosenburg
Dirk Roosenburg (Den Haag, 1 februari 1887 – aldaar, 11 januari 1962) was een Nederlands architect.

## Opleiding
Roosenburg studeerde van 1905 tot 1911 aan de Technische Hogeschool in Delft. Daarna volgde hij nog een jaar aan de École des Beaux Arts in Parijs. Hij vond een baan bij Jan Stuyt voor de Rijksgebouwendienst. Later werd hij leerling van en tekenaar voor Berlage. Vanaf 1919 werkte hij met A.H. op ten Noort en L.S.P. Scheffer samen binnen het bureau TABROS. In 1921 kocht hij zichzelf uit en startte zijn eigen bureau. Hij vestigde zich in het atelier van zijn zwager, de schilder Arie Martinus Luijt aan de Kerkhoflaan in Den Haag. Op dat terrein bouwde hij ook zijn eigen woonhuis.

## Carrière

Ontwerp KLM-vlag, Nigeria

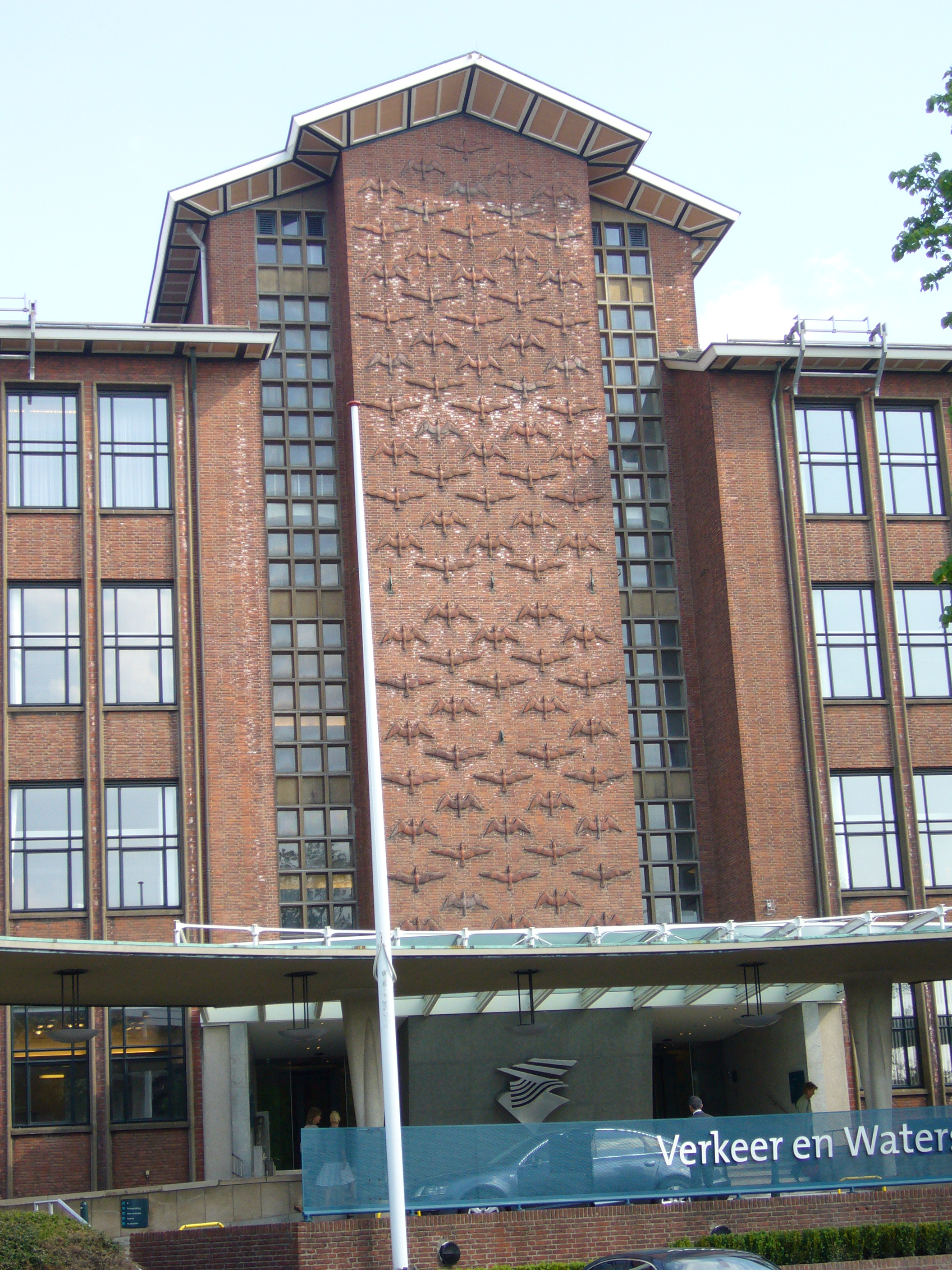
KLM-gebouw, Den Haag, detail

In 1919, toen de Koninklijke Luchtvaart Maatschappij werd opgericht, ontwierp Roosenburg het KLM-logo. In een oranje-wit-blauwe vlag die geïnspireerd was op de kleuren van de Prinsenvlag, stond een zwarte zeshoek waarin zwarte KLM-letters stonden. Links en rechts van het logo stonden een paar vleugels en bovenop een koninklijke kroon. Dit oorspronkelijke logo was in gebruik op officiële spullen als sigarendoosjes of asbakken en in het begin ook in geschilderde vorm op de staarten van KLM-toestellen tot 1949 of 1950, toen het logo werd aangepast. Tussen 1919 en 1939 ontwierp hij diverse bedrijfsgebouwen van Philips in Eindhoven. In 1929 maakte hij in het Westbroekpark in Den Haag een monument ter nagedachtenis van Pieter Westbroek, directeur van de Haagse plantsoenendienst en ontwerper van het park dat zijn naam draagt. Het is een bank van steen, baksteen, hout en beton. 
Toen hij bijna zestig was ging Roosenburg een samenwerkingsverband aan met twee medewerkers: Verhave en Luyt. Later kwam De Jong ook als compagnon in het bureau. Roosenburg was de ontwerper van het KLM-hoofdkantoor dat in zijn aanwezigheid door Prins Bernhard werd geopend. 
Het bureau kreeg later de naam LIAG architecten en bouwadviseurs, waar zijn kleinzoon D.A. Roosenburg na een fusie compagnon werd. In 1949 werd het stadhuis van Vlissingen (1949-1964) gebouwd, ontworpen door Roosenburg. Architect Roosenburg, ontwerper van onder meer het hoofdkantoor van Philips in Eindhoven, werd wel de huisarchitect van de KLM, Philips en Stork genoemd en ook voor de rijksoverheid heeft hij veel ontworpen. Verder werkte hij ook veel samen met staalconcern De Vries Robbé uit Gorinchem voor welk bedrijf hij in 1928 een nieuw hoofdkantoor heeft ontworpen. 
Roosenburg was een tijdgenoot van Willem Dudok, Jacobus Johannes Pieter Oud en Gerrit Rietveld. Hij was de ontwerper van de Stevin- en Lorentz-uitwateringssluizen en het douanekantoor van de Afsluitdijk en van de Velsertunnel. Veel van zijn gebouwen zijn tot rijksmonument verklaard.

## Ontwerpen
- 1917: Stand op de Jaarbeurs Utrecht.
- 1918: Standbeeld van de gebroeders De Witt, Dordrecht.
- 1921: Eigen huis aan de Kerkhoflaan in Den Haag.
- 1921: Monument Leger en Vloot op Scheveningen.
- 1923: Philips Natlab te Eindhoven.
- 1926/27: Grafmonument van Jo van Heutsz, De Nieuwe Ooster, Amsterdam.
- 1927: Huize Windekind aan de Nieuwe Parklaan in Den Haag.
- 1928: Philips Hoofdkantoor Emmasingel (Bruine Heer) te Eindhoven.
- 1929 De Réaumurstraat/Celsiusstraat in Den Haag
- 1928: Hoofdkantoor De Vries Robbé te Gorinchem.
- 1929: Philips Bedrijfsschool te Eindhoven.
- 1930: het Gemaal Lely bij Medemblik.
- 1930: sluizen van het Twentekanaal.
- 1931: hoofdkantoor Oranje Nassaumijnen in Heerlen.
- 1931: Het Wooldhuis, De Zandloper en Waailust. Burgemeesterswoning en dienstwoningen in Vlissingen.
- 1932: Ambachtsschool aan de Vries Robbéweg te Gorinchem.
- 1933: Sluis Eefde
- 1935: het Nederlands Paviljoen op de Wereldtentoonstelling van 1935 in Brussel.
- 1935: luchthavengebouw Welschap bij Eindhoven.
- 1936: het Radiomonument in het Stadswandelpark in Eindhoven.
- 1936: op verzoek van zijn jeugdvriend Albert Plesman ontwerpt hij het KLM hoofdkantoor aan de Plesmanweg in Den Haag. De eerste vleugel werd in 1940 opgeleverd. De bouw werd in 1946 hervat. In 1969 werd het in gebruik genomen door Verkeer & Waterstaat.
- 1939: het Apollo House in Amsterdam.
- 1939: de gemalen Smeenge, Vissering en Buma in de Noordoostpolder.
- 1939: nieuw kantoorgebouw van de Heemaf, bijgenaamd "Locomotief" in Hengelo.

## Overig
Roosenburg is vader van beeldhouwer Teun Roosenburg en grootvader van twee architecten: Rem Koolhaas van bureau OMA en Dirk Roosenburg. De laatste fuseerde met zijn eigen bureau, in de jaren negentig met LIAG, de voortzetting van het bureau van zijn grootvader.

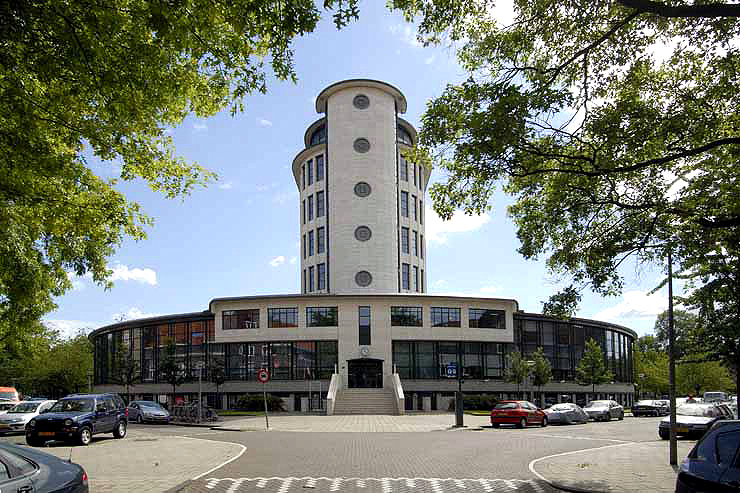
Apollo House Amsterdam
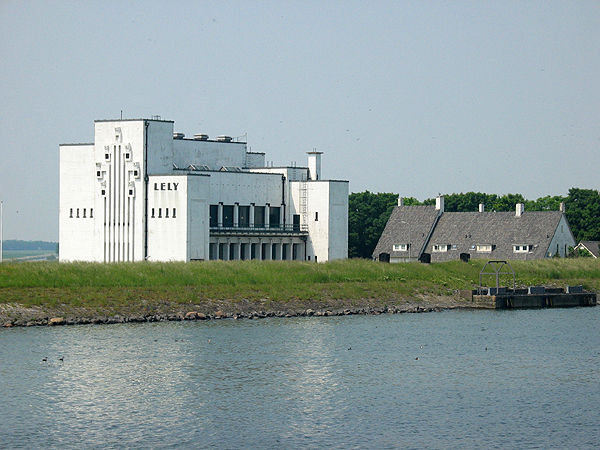
Gemaal Lely Medemblik
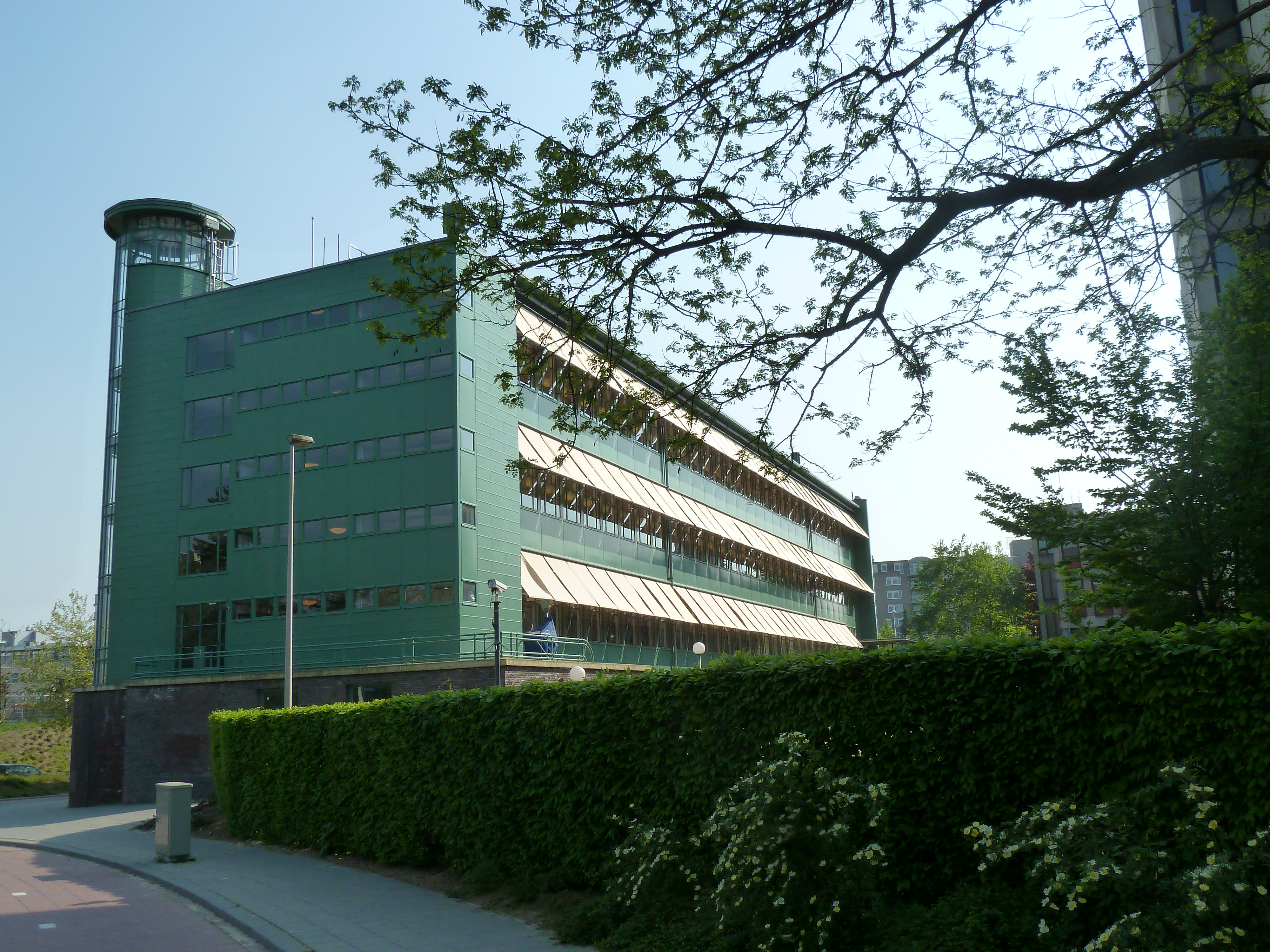
Oranje-Nassau Heerlen
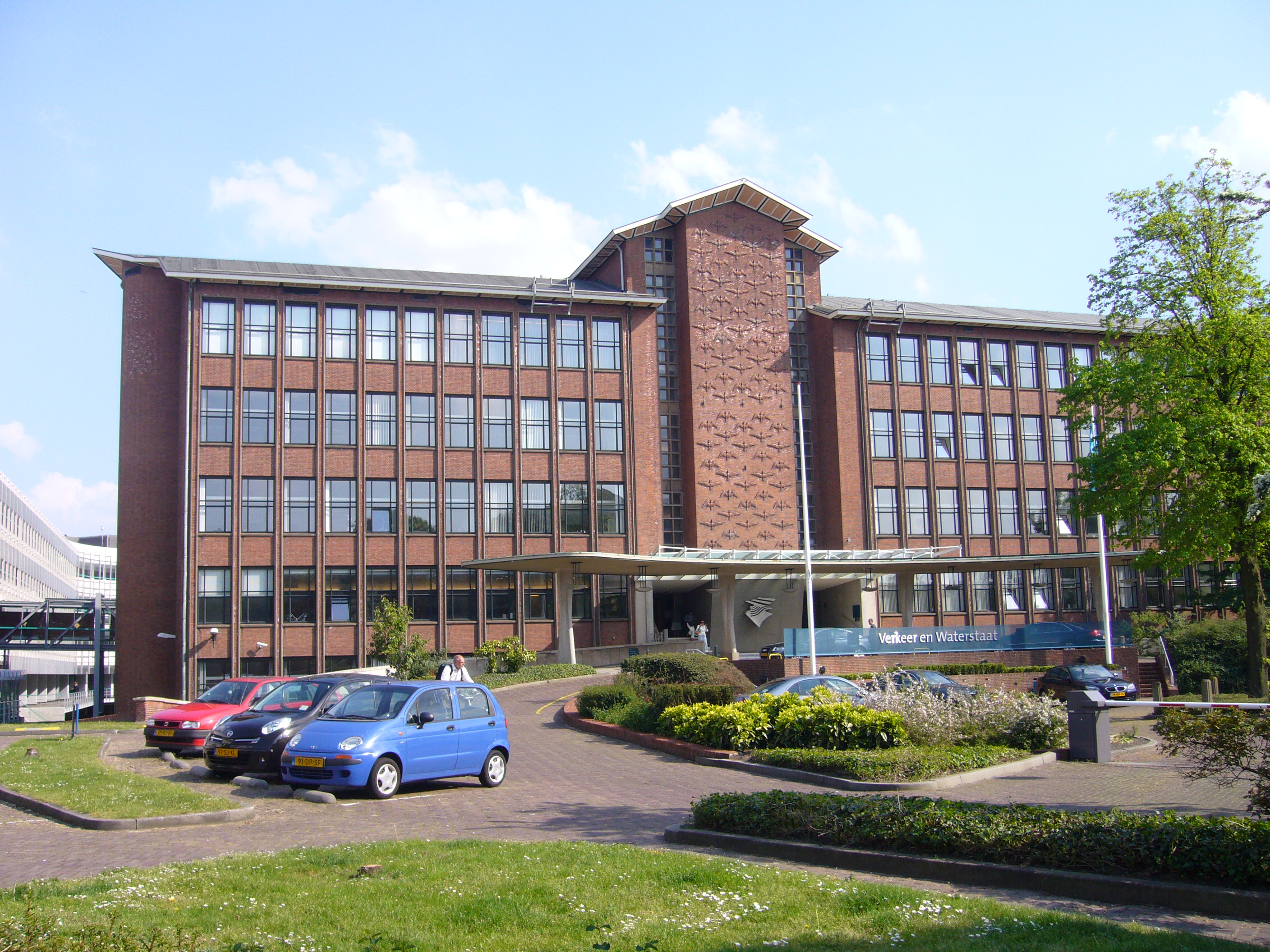
KLM-gebouw Den Haag
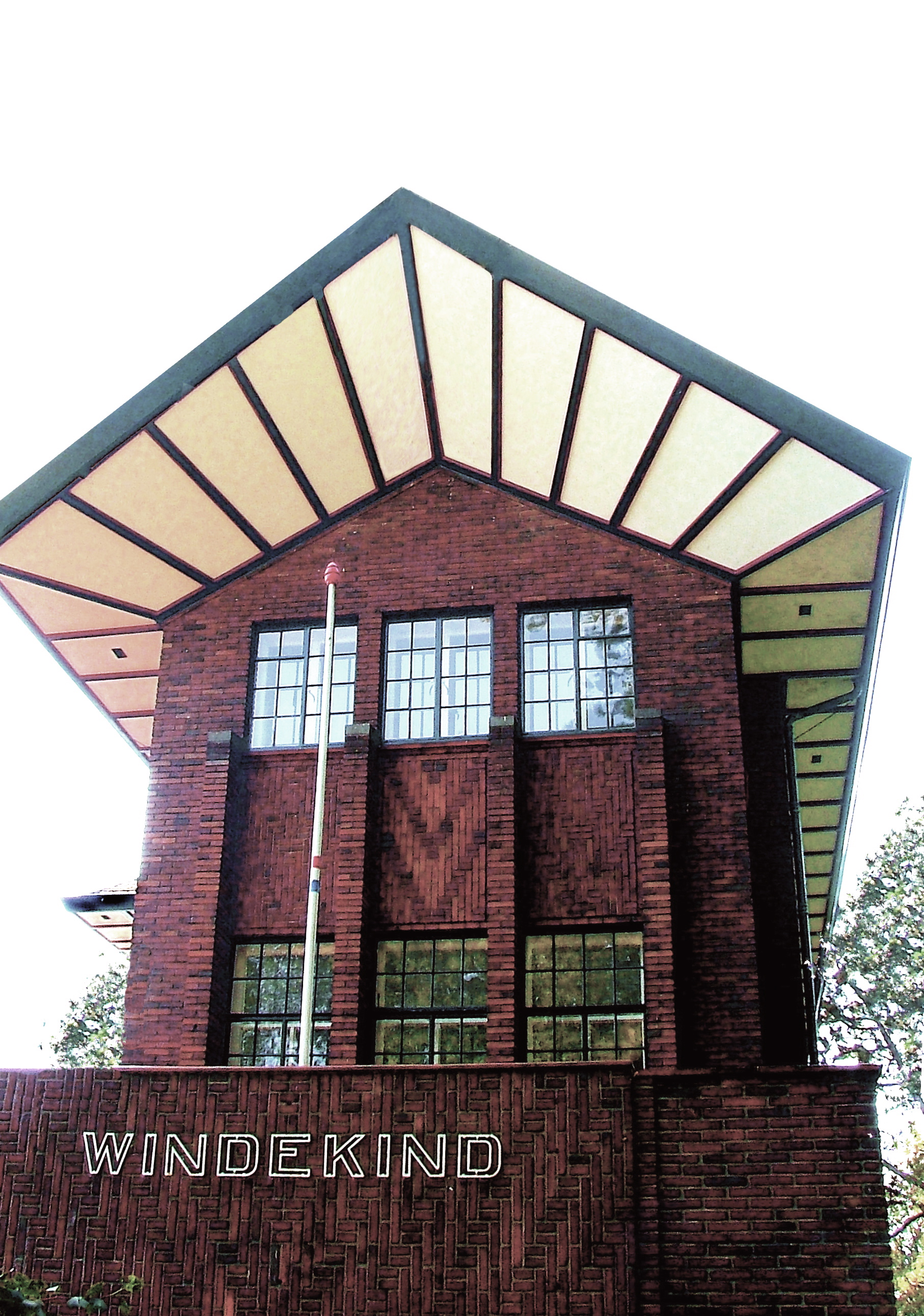
Huize Windekind Den Haag
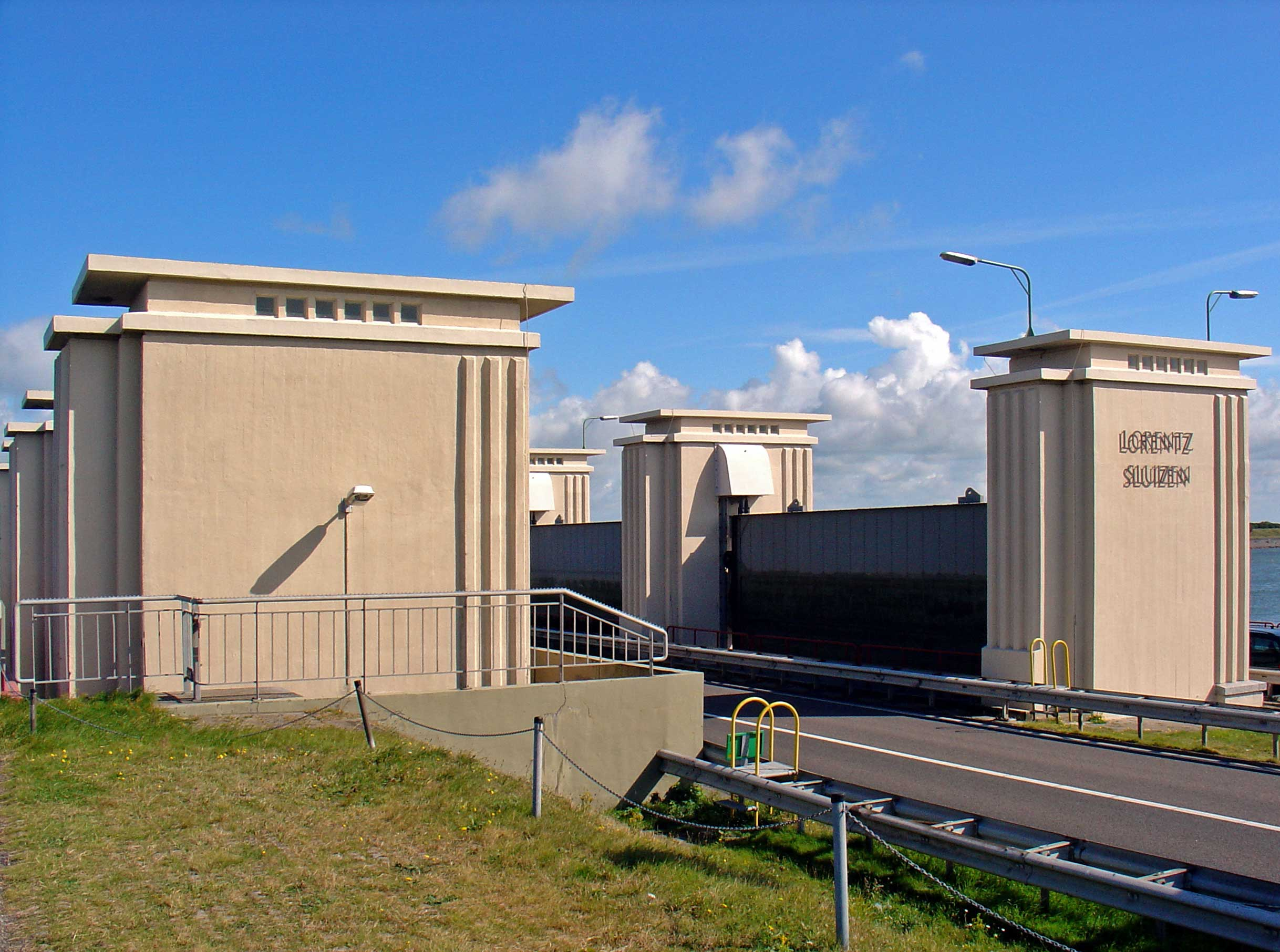
Lorentzsluizen Kornwerderzand

## Meer lezen
- Dorine van Hoogstraten (2005), Dirk Roosenburg, architect 1887 - 1962. ISBN 90 6450 532 2.

- Bibliothèque nationale de France: cb15018645m (data)
- Biografisch Portaal: 50132778
- Gemeinsame Normdatei: 130001759
- International Standard Name Identifier: 0000 0000 6686 6764
- Library of Congress Control Number: n2005068248
- Nederlandse Thesaurus van Auteursnamen: 141465581
- RKD-Nederlands Instituut voor Kunstgeschiedenis: 94328
- Système universitaire de documentation: 085626880
- Union List of Artist Names: 500099270
- Virtual International Authority File: 30633084
- WorldCat: E39PBJcGjCkjhRwygqb4d9pMfq